# Acrocercops orbifera
Acrocercops orbifera är en fjärilsart som beskrevs av Edward Meyrick 1908. Acrocercops orbifera ingår i släktet Acrocercops och familjen styltmalar. Inga underarter finns listade i Catalogue of Life.